# Ross (Texas)
Ross è un centro abitato degli Stati Uniti d'America situato nella contea di McLennan dello Stato del Texas.
La popolazione era di 283 persone al censimento del 2010. Fa parte dell'area metropolitana di Waco.

## Geografia fisica
Ross è situata a 31°43′36″N 97°06′22″W (31.726723, -97.106170).
Secondo lo United States Census Bureau, ha un'area totale di 1,7 miglia quadrate (4,4 km²).

## Società

### Evoluzione demografica
Secondo il censimento del 2000, c'erano 228 persone, 85 nuclei familiari e 66 famiglie residenti nella città. La densità di popolazione era di 130,8 persone per miglio quadrato (50,6/km²). C'erano 93 unità abitative a una densità media di 53,3 per miglio quadrato (20,6/km²). La composizione etnica della città era formata dal 96,93% di bianchi, il 2,19% di afroamericani, e lo 0,88% di due o più etnie. Ispanici o latinos di qualunque razza erano il 5,26% della popolazione.
C'erano 85 nuclei familiari di cui il 34,1% aveva figli di età inferiore ai 18 anni, il 67,1% aveva coppie sposate conviventi, l'8,2% aveva un capofamiglia femmina senza marito, e il 21,2% erano non-famiglie. Il 20,0% di tutti i nuclei familiari erano individuali e il 10,6% aveva componenti con un'età di 65 anni o più che vivevano da soli. Il numero di componenti medio di un nucleo familiare era di 2,68 e quello di una famiglia era di 3,09.
La popolazione era composta dal 27,6% di persone sotto i 18 anni, il 6,6% di persone dai 18 ai 24 anni, il 28,1% di persone dai 25 ai 44 anni, il 22,8% di persone dai 45 ai 64 anni, e il 14,9% di persone di 65 anni o più. L'età media era di 38 anni. Per ogni 100 femmine c'erano 103,6 maschi. Per ogni 100 femmine dai 18 anni in giù, c'erano 101,2 maschi.
Il reddito medio di un nucleo familiare era di 31.250 dollari e quello di una famiglia era di 41.875 dollari. I maschi avevano un reddito medio di 37.031 dollari contro i 21.250 dollari delle femmine. Il reddito pro capite era di 17.569 dollari. Circa il 4,5% delle famiglie e il 2,8% della popolazione erano sotto la soglia di povertà, incluso nessuno sotto i 18 anni di età e il 10,0% di persone di 65 anni o più.